# Pierre Prévert
Pierre Prévert (26 de mayo de 1906 - 5 de abril de 1988) fue un director y actor de cine francés.

## Biografía
Nacido en Neuilly-sur-Seine, Francia, era el hermano menor de Jacques Prévert. Fue el primero en su familia en trabajar en el cine, como proyeccionista para ERKA. Eran los años entre 1925 y 1930 y los estudios de cine de Joinville-le-Pont y de Saint-Maurice (Valle del Marne) atraen a todos aquellos interesados en el cine. Pierre Prévert hacía en esa época pequeños trabajos (figurante, asistente), hasta que en 1928 rodó con su hermano Jacques y con Marcel Duhamel (más adelante fundador de la literaria Série noire) Souvenir de Paris, film que, modificado y enriquecido con imágenes en colores, se publicó en 1959, y logrando un premio en el Festival de Cannes bajo el título de Paris la belle.
Pierre Prévert aprendió su oficio en contacto con grandes directores, teniendo la oportunidad de actuar bajo la dirección de Yves Allégret, Luis Buñuel, Jean Renoir, Jean Vigo y otros. En 1932 dirigió L'affaire est dans le sac en los Estudios Pathé-Natan en Joinville-le-Pont, rodando algunas escenas de exteriores. Seguidamente, Pierre Prévert continuó trabajando como ayudante de dirección en varias películas de Richard Pottier antes de dirigir en 1943 Adieu Léonard y en 1946 Voyage surprise, ambas cintas con guiones de su hermano.
En la década de 1950 Pierre Prévert fue director artístico de un cabaret parisino, La Fontaine des quatre Saisons, recibiendo, entre otros, a Boris Vian, Maurice Béjart y Guy Bedos.
A partir de los años sesenta, Pierre Prévert rodó para la televisión varios filmes, tanto largometrajes como cortometrajes: Le Perroquet du fils Hoquet (1963), Le Petit Claus et le Grand Claus (1964), La Maison du passeur (1965), À la Belle Étoile (1966), Les Compagnons de Baal (1966-67), etc.
Entre otras actividades, Prévert grabó para la emisora radiofónica France Culture La Reine du Sabbat, a partir de la obra de Gaston Leroux. Además, en 1961 dirigió un film titulado Mon frère Jacques, en cierto modo una biografía de su hermano poeta.
Pierre Prévert falleció en 1988 en Joinville-le-Pont, localidad en la que fue enterrado.

## Filmografía
Cine
- 1928 : Souvenir de Paris, codirección con Jacques Prévert y Marcel Duhamel
- 1932 : L'affaire est dans le sac
- 1933 : Monsieur Cordon, guion de Jean Aurenche
- 1935 : Le Commissaire est bon enfant, le gendarme est sans pitié, codirección con Jacques Becker
- 1943 : Adieu Léonard
- 1946 : Voyage surprise
- 1958 : Paris mange son pain
- 1960 : Paris la belle

Televisión
- 1961 : Mon frère Jacques
- 1963 : Le Perroquet du fils Hoquet
- 1964 : Le Petit Claus et le Grand Claus
- 1965 : La Maison du passeur
- 1966 : À la Belle Étoile
- 1966 : Les Compagnons de Baal

Ayudante de dirección
- 1929 : Le Petit Chaperon rouge, de Alberto Cavalcanti
- 1931 : La Chienne, de Jean Renoir
- 1931 : Baleydier, de Jean Mamy
- 1934 : L'Hôtel du libre échange, de Marc Allégret
- 1936 : Moutonnet, de René Sti
- 1937 : Drôle de drame, de Marcel Carné
- 1937 : Mollenard, de Robert Siodmak
- 1938 : Le Récif de corail, de Maurice Gleize
- 1945 : Félicie Nanteuil, de Marc Allégret

Actor
- 1929 : Le Petit Chaperon rouge, de Alberto Cavalcanti
- 1930 : La joie d'une heure, de André Cerf
- 1930 : La edad de oro, de Luis Buñuel
- 1931 : Baleydier, de Jean Mamy
- 1931 : Les Amours de minuit, de Augusto Genina y Marc Allégret
- 1932 : Fanny, de Marc Allégret
- 1934 : L'Atalante, de Jean Vigo
- 1934 : Le commissaire est bon enfant, corto de Jacques Becker + codirección
- 1937 : Drôle de drame, de Marcel Carné
- 1943 : Le soleil a toujours raison, de Pierre Billon
- 1943 : Les Deux Timides, de Yves Allégret
- 1945 : Félicie Nanteuil, de Marc Allégret